# Antiphula
Antiphula es un género de coleóptero de la familia Chrysomelidae.

## Especies
Las especies de este género son:
- Antiphula discalis Medvedev, 2001
- Antiphula pallida Medvedev, 2001
- Antiphula semifulva Jacoby, 1892